# Fotorespiratie

Vereenvoudigd schema van fotorespiratie en de Calvincyclus

De fotorespiratie is een proces in de stofwisseling van planten waarin het enzym Rubisco de elektronacceptor RuBP (een verbinding die een rol speelt in de Calvincyclus) oxideert, waardoor een deel van de door de fotosynthese geproduceerde energie verloren gaat. In plaats van CO2 in de cyclus vast te leggen, waaruit de plant glucose vormt, wordt een zuurstofmolecuul aan de cyclus toegevoegd, waardoor een product ontstaat dat niet kan worden gebruikt.
In de meeste planten wordt koolstofdioxide gefixeerd door het in de Calvincyclus te binden aan het molecuul ribulosebifosfaat (RuBP). Zulke planten noemt men C3-planten omdat het eerste organische tussenproduct dat in de cyclus ontstaat een suikerverbinding is met drie koolstofatomen. Bij de fotorespiratie kan het enzym rubisco O2 aan de Calvincyclus toevoegen in plaats van CO2, zoals gebruikelijk is. Het ontstane product splitst daarbij in een 2-koolstof-verbinding en verlaat de chloroplast. Het peroxisoom en het mitochondrium in de cel kunnen dit molecuul omzetten, waarbij CO2 vrijkomt. Dit proces wordt fotorespiratie genoemd, omdat er zuurstof wordt gebruikt en er CO2 ontstaat. De fotorespiratie is contraproductief voor de plant, omdat CO2 nodig is voor de productie van glucose. In veel planten ontneemt fotorespiratie wel 50% van de koolstoffixatie in de Calvincyclus.
Waarschijnlijk is fotorespiratie een overblijfsel van de evolutionaire geschiedenis van planten. Fotorespiratie had geen invloed op de plant in een atmosfeer waarin minder zuurstof en meer CO2 voorkwam dan tegenwoordig. In de huidige atmosfeer, waarin veel meer zuurstof voorkomt, is fotorespiratie onvermijdelijk.